# In Utero
In Utero là album phòng thu thứ ba và cuối cùng của ban nhạc rock người Mỹ Nirvana, được hãng đĩa DGC Records phát hành ngày 13 tháng 9 năm 1993. Ban nhạc muốn album này có sự đổi mới so với âm thanh trau chuốt, hoàn chỉnh của album trước là Nevermind. Đầu năm 1992, thủ lĩnh Kurt Cobain cho biết In Utero sẽ thể hiện "hai thái cực" trong âm nhạc của Nirvana, vì "một số ca khúc sẽ thô hơn còn một số khác sẽ thiên về candy pop hơn. Nó sẽ không một chiều như Nevermind." Để đạt được âm thanh thô và tự nhiên hơn, Nirvana đã mời kỹ sư Steve Albini thu âm In Utero trong hai tuần vào tháng 2 năm 1993 tại Pachyderm Studio, Cannon Falls, Minnesota. Nhạc nhanh chóng được thu đúng hạn mà không cần thêm thắt nhiều trong phòng thu. Phần lớn lời nhạc và bìa album kết hợp những hình ảnh y khoa, hòng truyền tải quan điểm của Kurt Cobain về đời sống cá nhân bị phơi bày công khai của anh và danh tiếng mới của ban nhạc.
Không lâu sau khi nhạc thu xong, báo chí đồn đoán có thể DGC sẽ không ra mắt In Utero đúng như nguyên bản, vì hãng này cho rằng nó sẽ không thành công về mặt thương mại. Tuy công khai bác bỏ những suy đoán này, Nirvana vẫn đồng ý remix một phần album. Khi Albini không chịu sửa album thêm nữa, ban nhạc bèn mời nhà sản xuất của R.E.M là Scott Litt chỉnh trang lại âm thanh và remix các đĩa đơn "Heart-Shaped Box" và "All Apologies." Bất chấp lo ngại của DGC, sau khi phát hành, In Utero vẫn gặt hái thành công lớn về thương mại và được giới phê bình hoan nghênh nhiệt liệt, dẫn đầu cả Billboard 200 lẫn UK Albums Chart. Album được đánh giá cao vì sự khác biệt rõ rệt so với Nevermind, trong đó những đổi mới về âm thanh và lời ca của Cobain được giới phê bình tán dương. Các đĩa đơn "Heart-Shaped Box" và "All Apologies" đều đứng đầu danh sách Alternative Songs của tạp chí Billboard. Album đã được Hiệp hội Công nghiệp Ghi âm Hoa Kỳ (RIAA) trao tặng chứng nhận Bạch kim năm lần và bán được 15 triệu bản trên toàn cầu.
In Utero là album cuối cùng được Nirvana phát hành trước khi ban nhạc tan rã vì vụ tự sát của Kurt Cobain năm 1994. Trong những năm kế tiếp, cuốn album vẫn được ca ngợi và được nhiều sách báo tôn vinh là một trong những album vĩ đại nhất từ trước đến nay. Ca khúc thứ chín của album, "Pennyroyal Tea," đáng lẽ được phát hành làm đĩa đơn thứ ba, nhưng bị hủy do Cobain qua đời trong cùng tháng ấy (một phần do ca khúc mặt B có tên "I Hate Myself and Want to Die"). Về sau, nó được tái phát hành thành đĩa đơn vào ngày 19 tháng 4 năm 2014 và đứng đầu danh sách Billboard Hot Singles Sales. Một album tri ân mang tựa In Utero, in Tribute, in Entirety được hãng đĩa indie Robotic Empire phát hành năm 2014 nhân sự kiện Record Store Day. Album này có sự góp mặt của nhiều nghệ sĩ, gồm các ban nhạc Thursday và Young Windows.

## Hoàn cảnh ra đời

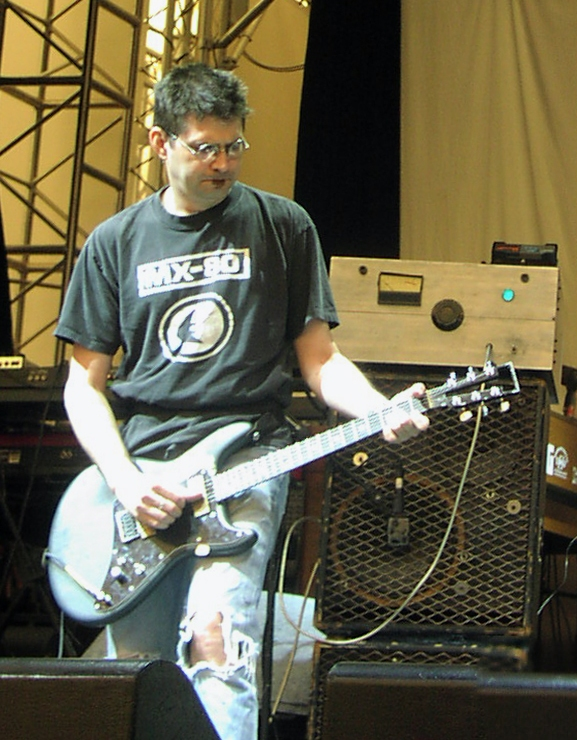
Nhà sản xuất kiêm nhạc sĩ Steve Albini được ban nhạc mời giúp phát triển âm thanh của In Utero theo một hướng đi mới.

Nirvana đột phá vào dòng nhạc chính thống nhờ Nevermind là album phát hành với hãng đĩa lớn vào năm 1991. Tuy ước tính chỉ bán được số lượng khiêm tốn – hãng DGC Records dự đoán album chỉ bán được 50.000 bản – Nevermind lại gặt hái thành công rực rỡ, góp phần truyền bá phong trào grunge Seattle và alternative rock nói chung. Dù vậy, về sau cả ba thành viên Nirvana – ca sĩ kiêm tay guitar Kurt Cobain, tay bass Krist Novoselic và tay trống Dave Grohl – đều không hài lòng với âm thanh của album vì cho rằng nó được trau chuốt quá. Đầu năm 1992, Cobain tiết lộ với tạp chí Rolling Stone anh chắc chắn album tiếp theo của ban nhạc sẽ thể hiện "hai thái cực" trong âm nhạc của Nirvana, vì "một số ca khúc sẽ thô hơn còn một số khác sẽ thiên về candy pop hơn. Nó sẽ không một chiều [như Nevermind]." Cobain muốn bắt tay thực hiện album vào mùa hè năm 1992 nhưng không được do Cobain, Novoselic và Grohl sống ở các thành phố khác nhau, và do con gái anh là Frances Bean sắp chào đời. DGC hy vọng album mới của ban nhạc sẽ sẵn sàng phát hành vào mùa lễ cuối năm 1992, nhưng vì tiến triển chậm nên hãng đĩa đã phát hành album tổng hợp Incesticide vào tháng 12 năm 1992.
Trong một bài phỏng vấn với tạp chí Melody Maker vào tháng 7 năm 1992, Cobain tiết lộ với ký giả người Anh Everett True là anh muốn hợp tác thu âm với Jack Endino (người đã sản xuất album đầu tay của ban nhạc là Bleach) và Steve Albini (cựu thủ lĩnh ban nhạc noise rock Big Black và nhà sản xuất của nhiều album indie khác nhau). Cobain cho biết anh sẽ chọn ra tư liệu tốt nhất từ các buổi thu để thêm vào album tiếp theo của nhóm. Tháng 10 năm 1992, Nirvana thu âm một số ca khúc demo (chủ yếu không lời) cùng Endino tại Seattle. Về sau, họ thu âm lại vài ca khúc trong số này cho In Utero. Endino cho biết ban nhạc không mời ông sản xuất đĩa nhạc tiếp theo, nhưng để ý các thành viên nhóm thường bàn cãi xem có nên hợp tác với Albini không. Cả nhóm thu âm một loạt demo nữa khi lưu diễn tại Brazil vào tháng 1 năm 1993. "Gallons of Rubbing Alcohol Flow Through the Strip" được kỹ sư âm thanh Craig Montgomery thu âm tại BMG Ariola Ltda, thuộc Rio de Janeiro, trong một buổi thu demo dài ba ngày. Bài này vốn có tựa "I'll Take You Down to the Pavement," hòng ám chỉ một trận cãi vã giữa Cobain và ca sĩ chính của Guns N' Roses là Axl Rose tại lễ trao giải Video Âm nhạc của MTV năm 1992.
Cuối cùng Nirvana chọn Albini để thu âm cho In Utero. Albini nổi tiếng là một người có nguyên tắc và ngoan cố trong giới indie Mỹ. Có người đoán ban nhạc chọn Albini vì ông có xuất thân từ giới nhạc ngầm, nhưng Cobain thổ lộ với tờ Request vào năm 1993, "Nói chung, tôi muốn làm việc với anh ấy vì anh ấy tình cờ là người sản xuất hai đĩa nhạc tôi rất thích, là Surfer Rosa [của Pixies] và Pod [của The Breeders]." Lấy cảm hứng từ hai album này, Cobain muốn mượn kỹ thuật nắm bắt âm nền tự nhiên trong phòng của Albini thông qua việc sắp đặt và sử dụng nhiều micro, một điều mà các nhà sản xuất trước của Nirvana ngần ngại không muốn thử. Nhiều tháng trước khi cả nhóm tiếp xúc với Albini để mời hợp tác, người ta đã đồn đại Albini sẽ là người thu âm album. Albini phủ nhận với báo chí âm nhạc Anh việc mình tham gia, nhưng vài ngày sau lại được quản lý của Nirvana gọi điện bàn bạc về dự án. Tuy gọi ban nhạc là "R.E.M. với một hộp fuzzbox" và "một phiên bản tầm thường của âm nhạc Seattle," Albini kể với nhà viết tiểu sử Michael Azerrad là mình nhận lời vì thấy tội các thành viên ban nhạc, mà ông coi là "cùng loại người với các ban nhạc vặt vãnh khác mà tôi tiếp xúc," hoàn toàn bị hãng thu âm của mình kiểm soát. Trước khi bắt đầu thu âm, ban nhạc gửi Albini một cuốn băng demo thu ở Brazil. Đổi lại, Albini gửi Cobain album Rid of Me của PJ Harvey để cho anh biết đại khái về hệ thống âm thanh tại phòng thu mà họ sẽ ghi âm.

## Thu âm
Các thành viên Nirvana và Albini quyết định đặt ra thời hạn hai tuần để thu âm album. Thận trọng để không bị DGC can thiệp, Albini khuyên ban nhạc tự bỏ tiền túi ra chi trả cho các buổi thu âm, và họ đồng ý. Tổng phí phòng thu là 24.000 đô la Mỹ, còn Albini đòi thù lao một khoản phí cố định là 100.000 đô la. Tuy được công ty quản lý của Nirvana là Gold Mountain gợi ý nhưng Albini không chịu nhận điểm phần trăm doanh thu bán đĩa, dù ông được hưởng khoảng 500.000 đô la tiền bản quyền. Đối với các nhà sản xuất trong ngành âm nhạc thì việc này là bình thường, nhưng Albini từ chối nhận tiền bản quyền vì coi đó là chuyện trái đạo đức và là "sự xúc phạm với người nghệ sĩ."

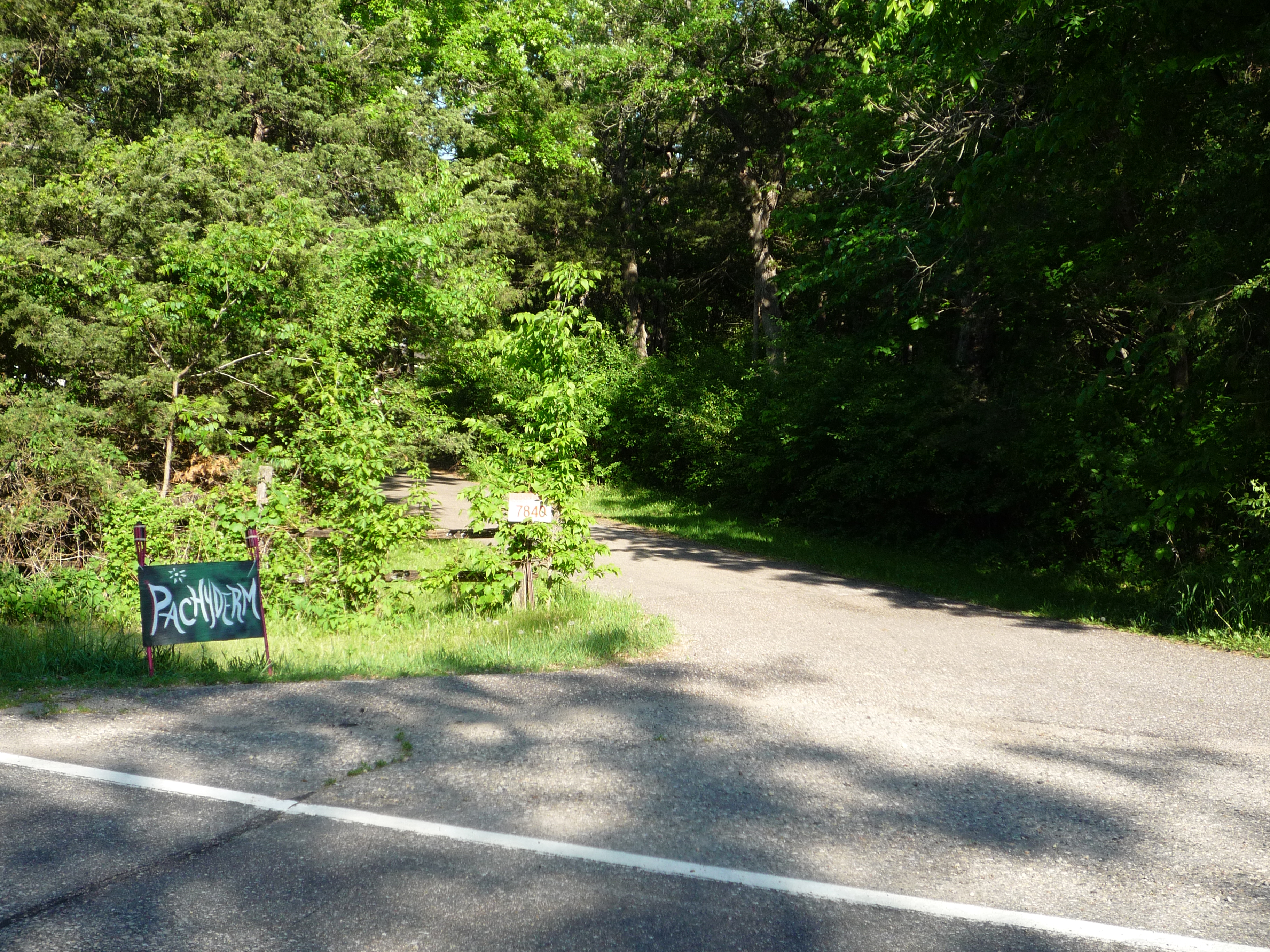
Bảng hiệu chào mừng du khách đến điểm tọa lạc hẻo lánh của Pachyderm Studios (nay là Seedy Underbelly North), nơi Nirvana gần như sống biệt lập để thu âm album

Tháng 2 năm 1993, Nirvana tới Pachyderm Studio tại Cannon Falls, Minnesota để thu âm album. Phải đến ngày thu âm đầu tiên thì Albini mới gặp các thành viên ban nhạc, tuy trước đó ông đã bàn với họ về kiểu album họ muốn thực hiện. Albini nhận xét "họ muốn làm đúng kiểu album mà tôi thấy thoải mái muốn làm." Cả nhóm sống trong căn nhà tọa lạc ở khuôn viên phòng thu trong thời gian thu âm. Novoselic so sánh tình trạng cô lập ở đây với một trại gulag; anh bổ sung, "Ngoài trời đầy tuyết, bọn tôi chẳng đi đâu được hết. Chỉ biết làm việc thôi." Trong phần lớn các buổi thu, những người có mặt chỉ gồm ban nhạc, Albini và kỹ thuật viên Bob Weston. Ban nhạc nói rõ với DGC và Gold Mountain là mình không muốn bị can thiệp trong thời gian sản xuất album, thậm chí không cho đại diện A&R của hãng thu âm nghe sản phẩm chưa hoàn thiện. Để tránh bị họ can thiệp, Albini còn đặt ra một quy tắc nghiêm ngặt là phớt lờ mọi người chỉ trừ các thành viên ban nhạc. Nhà sản xuất giải thích rằng trừ ban nhạc ra thì những người cộng tác với họ đều là "đám người rác rưởi nhất tôi từng gặp."
Ban nhạc không đem dụng cụ đến Pachyderm Studio nên hầu như trong ba ngày đầu, họ chỉ đợi bưu điện gửi dụng cụ đến. Tuy nhiên, khi bắt đầu thu âm vào ngày 13 tháng 2 thì công việc tiến triển rất nhanh. Thường họ bắt đầu làm việc vào trưa, nghỉ giải lao để ăn trưa và tối, rồi tiếp tục làm đến khuya. Cả nhóm Cobain, Novoselic và Grohl cùng nhau thu âm những bản nhạc cơ bản chỉ dùng nhạc cụ. Họ cùng thu toàn bộ các ca khúc như vậy, trừ những bài nhanh hơn như "Very Ape" hay "tourette's" thì trống được thu riêng trong phòng bếp gần đó để tận dụng độ vang âm tự nhiên của phòng. Albini đặt 30 chiếc micro quanh dàn trống của Grohl. Cobain thêm guitar phụ cho khoảng phân nửa các ca khúc, sau đó thêm độc tấu guitar, rồi cuối cùng là lời nhạc. Ban nhạc không bỏ đi bản thu nào và giữ lại hầu hết những gì được thâu vào băng. Albini thấy mình giống kỹ sư hơn một nhà sản xuất; tuy có quan điểm riêng, cuối cùng ông vẫn để ban nhạc tự chọn những bản thu họ cho là hay. Ông nói, "Nhìn chung, [Cobain] biết mình thấy cái gì chấp nhận được, cái gì không chấp nhận được [...] Cậu ta biết vạch ra những bước cụ thể để cải thiện những thứ cậu ta nghĩ là không chấp nhận được."  Theo như kể lại, Cobain đã thu toàn bộ lời nhạc của anh trong sáu tiếng. Việc thu âm thì hoàn tất trong sáu ngày. Ban đầu Cobain liệu trước là sẽ bất đồng với Albini, mà anh nghe đồn "có vẻ là một gã khốn phân biệt giới tính," nhưng rốt cuộc lại khen đây là "lần thu âm dễ dàng nhất của chúng tôi, chắc luôn." Lần xích mích duy nhất xảy ra khoảng một tuần sau khi tiến hành thu âm, khi nghệ sĩ Courtney Love – vợ Cobain – đến thăm vì nhớ Cobain. Ban nhạc, Love và Albini không muốn kể rõ chi tiết, nhưng bạn gái Weston (người nhận nấu ăn cho cả phòng thu) nói Love khiến bầu khí căng thẳng vì chỉ trích thành phẩm của Cobain và gây gổ với mọi người ở đó.
Album được mix trong hơn năm ngày. Tiến độ này nhanh hơn tiêu chuẩn của Nirvana, nhưng với Albini thì không vì ông đã quen mix cả album chỉ trong một, hai ngày. Mỗi khi kết quả mix không được như mong muốn, ban nhạc và Albini sẽ nghỉ ngơi nguyên hôm đó để xem video về thiên nhiên, đốt phá đồ đạc và gọi điện chơi khăm để tiêu khiển. Quá trình thu và mix nhạc hoàn tất vào ngày 26 tháng 2.

## Nhạc và lời
Albini mong muốn sản xuất một đĩa nhạc nghe khác hoàn toàn Nevermind. Ông cảm thấy âm thanh của Nevermind là "kiểu thu âm nhàm tiêu chuẩn đã bị biến thành một bản mix thân thiện với radio cực kỳ, cực kỳ dè dặt, dồn nén [...] Theo tôi, với một ban nhạc rock thì như vậy chẳng có gì đáng hãnh diện lắm." Thay vào đó, ông dự định sử dụng âm thanh tự nhiên và cảm tính hơn.  Albini không chịu ghi đè phần hát của Cobain mà thu âm anh hát một mình trong một căn phòng dội âm tốt. Nhà sản xuất nhận thấy sự mãnh liệt trong giọng Cobain ở một số ca khúc. Ông nói, "Có cái giọng cực kỳ khô khốc, cực kỳ lớn cất lên cuối bài 'Milk It' ... cả cuối bài 'Rape Me,' khi [Cobain] muốn tiếng hét của cậu ta át tiếng cả ban nhạc." Albini thu lại tiếng trống thưa và mỏng của album bằng cách đặt nhiều micro quanh căn phòng nơi Grohl trình diễn, hòng tận dụng độ vang âm tự nhiên của phòng. Ông giải thích, "Nếu ta có một tay trống giỏi và cho anh ta ngồi trước một dàn trống nghe hay thì chỉ cần thu âm lại, thế là ta xong việc."
Azerrad khẳng định trong cuốn tiểu sử xuất bản năm 1993 Come as You Are: The Story of Nirvana là âm nhạc của In Utero thể hiện những cảm xúc gay gắt và dễ gần riêng biệt, phản ánh những biến động Cobain trải qua trước khi hoàn thành album. Ông viết, "Ca khúc mang phong cách Beatles 'Dumb' vui vẻ cùng hiện hữu cạnh bức graffiti punk hết sức cuồng nhiệt 'Milk It,' còn 'All Apologies' thì khác ca khúc đầy phẫn nộ 'Scentless Apprentice' một trời một vực. Cứ như [Cobain] đã bỏ cuộc, chẳng buồn cố pha trộn bản năng punk và pop của mình thành một thể hài hòa nữa. Quên đi. Đây là chiến tranh." Tuy nhiên, Cobain lại tin In Utero "chẳng dữ dội hay đầy xúc cảm hơn chút nào" so với các đĩa nhạc trước của Nirvana. Novoselic đồng tình với Azerrad là âm nhạc của album này nghiêng về "mặt nghệ sĩ, hung hăng hơn" của ban nhạc; tay bass nói, "Luôn có những bài [của Nirvana] giống 'About a Girl' và luôn có những bài giống 'Paper Cuts'... Nevermind thành ra hơi giống kiểu 'About a Girl' còn [album] này thì thành ra giống 'Paper Cuts' hơn." Cobain gọi "Milk It" là ví dụ cho một phong cách âm nhạc mang tính thử nghiệm và mãnh liệt hơn mà cả nhóm dần hướng về trong khoảng vài tháng trước khi thu âm tại Pachyderm Studio. Novoselic xem hai đĩa đơn "Heart-Shaped Box" và "All Apologies" là "cánh cổng" mở ra một âm thanh gay gắt hơn cho cả album. Anh nói với ký giả Jim DeRogatis là một khi người nghe bật đĩa nhạc, họ sẽ khám phá ra "thứ âm thanh mãnh liệt hoang dại này, một đĩa nhạc alternative thực thụ."
Nhiều ca khúc của In Utero được viết trước khi thu âm vài năm, một số ra đời từ năm 1990. Với những bài như "Frances Farmer Will Have Her Revenge On Seattle," Cobain thích đặt tựa dài để đáp trả các ban nhạc alternative rock cùng thời hay đặt tên bài hát chỉ có một từ. Cobain tiếp tục viết lời bài hát khi thu âm tại Pachyderm Studio. Tuy nhiên, Cobain kể với Darcey Steinke của tạp chí Spin vào năm 1993 là trái với Bleach và Nevermind, những lời nhạc này "tập trung hơn, gần như được xây dựng dựa trên chủ đề." Michael Azerrad khẳng định lời nhạc của album này ít khái quát mà rõ ràng hơn những ca khúc cũ của Nirvana. Azerrad cũng để ý "[h]ầu như ca khúc nào cũng chứa hình ảnh bệnh tật và dịch lệ." Trong một số ca khúc, Cobain đề cập đến sách anh từng đọc. "Frances Farmer Will Have Her Revenge On Seattle" được lấy cảm hứng từ Shadowland, cuốn truyện tiểu sử về nữ diễn viên Frances Farmer, người đã thu hút Cobain từ khi anh đọc cuốn sách thời cấp ba. "Scentless Apprentice" nói về Mùi hương: Chuyện một kẻ giết người, cuốn tiểu thuyết lịch sử kinh dị kể về học trò của một nhà làm nước hoa sinh ra mà cơ thể không có mùi nhưng khứu giác lại rất nhạy, và hắn giết hại các trinh nữ rồi lấy mùi hương của họ hòng tạo ra "mùi hương tối thượng."
Cobain bộc bạch trong một bài phỏng vấn với báo The Observer năm 1993 là "phần lớn [In Utero] không nói về bản thân tôi." Cùng năm ấy, anh cũng giải thích với tạp chí Q là hình tượng thai nhi, sinh sản xuất hiện phong phú trong album và việc anh mới lên chức bố chỉ là trùng hợp. Tuy nhiên, Azerrad lý luận rằng phần lớn album chứa nhiều chủ đề riêng tư, và nhận định Grohl cũng có cùng quan điểm. Grohl nói, "Nhiều cái anh ấy nói có liên quan đến nhiều chuyện nhảm nhí anh ấy từng trải qua. Và nó không còn là bất mãn của tuổi teen nữa. Nó là một thứ hoàn toàn khác: bất mãn của ngôi sao nhạc rock." "Serve the Servants" chứa cảm tưởng của Cobain về cuộc đời mình, cả lúc bé lẫn lúc lớn. Dòng mở đầu, "Teenage angst has paid off well/Now I'm bored and old" (Nỗi bất mãn thiếu thời đã được đền đáp/Giờ tôi vừa chán vừa già), ám chỉ tâm trạng Cobain sau thành công của Nirvana. Sự chú ý của truyền thông vào việc cha mẹ anh ly dị có ảnh hưởng thế nào đến anh bị anh gạt đi với dòng điệp khúc "That legendary divorce is such a bore" (Vụ ly dị huyền thoại ấy chán dễ sợ), và trực tiếp gửi cha mình lời nhắn nhủ "I tried hard to have a father/But instead I had a dad/I just want you to know that I don't hate you anymore/There is nothing I could say that I haven't thought before" (Con đã cố gắng để có một người cha/Thay vào đó con lại có một ông bố/Con muốn bố biết là con không còn ghét bố nữa/Còn gì để nói thì trước con cũng nghĩ cả rồi). Cobain muốn cha mình biết anh không ghét ông, nhưng cũng không muốn nói chuyện với ông.
Theo ký giả Gillian G. Gaar, "Gallons of Rubbing Alcohol Flow Through the Strip" là kiểu chơi nhạc ngẫu hứng mà ban nhạc thường chơi trong phòng thu, nhưng những buổi thu trước đây không ghi lại vì "thời gian trong phòng thu đã dành để ghi những ca khúc cần thiết càng chóng càng tốt." Bà viết trong ca khúc này, "Cobain xen kẽ những đoạn hát có vẻ rời rạc với những đoạn nói, còn Novoselic và Grohl thì đều đặn đệm nhạc nền, chốc chốc lại có tiếng guitar ồn ào chen vào." Ký giả Everett True miêu tả ca khúc có cảm giác "dí dỏm," và "nhạc cụ cùng nhau chơi mèo đuổi chuột, gần như thách thức nhau bùng nổ cuồng nhiệt." Novoselic nói ca khúc là ví dụ điển hình cho mỗi khi ban nhạc "quậy tào lao."

## Nhan đề và bìa

Bìa trước của album, bên cạnh là một ma-nơ-canh thiên thần có cánh giống trong minh họa album tại triển lãm Nirvana ở bảo tàng Dự án Trải nghiệm Âm nhạc

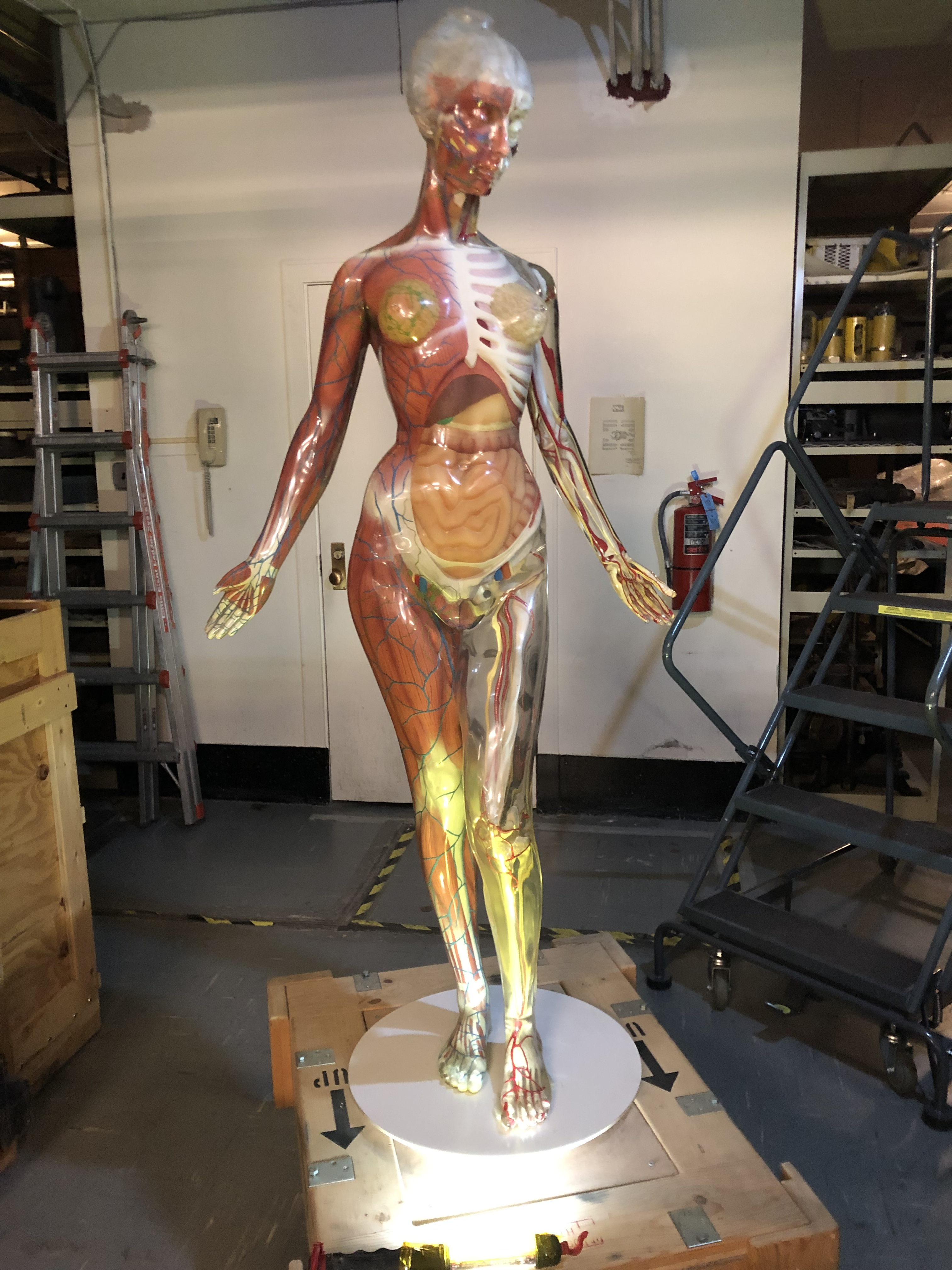
Mô hình Giải phẫu Trong suốt

Cobain định đặt tên album là I Hate Myself and I Want to Die (Tôi ghét bản thân và tôi muốn chết), một câu nói bắt nguồn từ nhật ký anh độ giữa năm 1992. Hồi ấy, anh luôn dùng câu này đáp trả mỗi khi có người hỏi anh khỏe không. Cobain định đặt tên album như vậy để giỡn chơi. Anh cho biết mình "phát mệt vì phải xem trọng ban nhạc này và người khác cũng xem trọng nó quá vậy." Novoselic thuyết phục Cobain đổi tên album vì sợ vướng kiện tụng. Sau đó ban nhạc cân nhắc tên Verse Chorus Verse (Lời điệp khúc lời), lấy theo tên bài hát "Verse Chorus Verse" của họ – đây cũng là nhan đề cũ của ca khúc "Sappy." Cuối cùng, họ quyết định chọn In Utero (một cụm từ tiếng Latin có nghĩa là "trong tử cung"), trích từ một bài thơ Courtney Love viết.
Nhà chỉ đạo nghệ thuật của In Utero là Robert Fisher, người thiết kế mọi tác phẩm Nirvana phát hành với DGC. Hầu hết ý tưởng cho minh họa album và các đĩa đơn liên quan đều là của Cobain. Fisher hồi tưởng, "[Cobain] chỉ đưa tôi mấy món đồ lặt vặt rồi bảo 'Làm gì đó với nó đi.'" Bìa trước album là ảnh một Mô hình Giải phẫu Trong suốt (Transparent Anatomical Manikin, một loại mô hình dùng trong hướng dẫn y tế) được gắn thêm cánh thiên thần. Cobain là người làm collage ở bìa sau, được anh miêu tả là có "Tình dục và đàn bà và In Utero và âm đạo và sinh sản và chết chóc." Nó chứa các mô hình bào thai, mô hình rùa, một cái mai rùa, và các bộ phận cơ thể đặt trên một thảm hoa lan và hoa loa kèn. Bức collage được xếp trên sàn phòng khách nhà Cobain và được nhiếp ảnh gia Charles Peterson chụp sau khi bị Cobain bất ngờ gọi đến. Chạy quanh viền collage là danh sách ca khúc của album và các biểu tượng lấy từ cuốn Từ điển biểu tượng và vật thiêng của người phụ nữ của Barbara G. Walker.
Các ma-nơ-canh mô hình giải phẫu gắn cánh thiên thần được dùng làm đạo cụ sân khấu trong chuyến lưu diễn quảng bá In Utero của Nirvana. Một ma-nơ-canh sau này được bày tại triển lãm "Nirvana: Taking Punk to the Masses" ở bảo tàng Dự án Trải nghiệm Âm nhạc, kéo dài từ tháng 4 năm 2011 đến hết năm 2013 và trưng bày các vật kỷ niệm âm nhạc và lịch sử của ban nhạc.

## Tranh chấp sản xuất và mix nhạc
Sau khi hoàn thiện thu âm, Nirvana gửi các băng chưa master của album tới nhiều người, gồm Ed Rosenblatt, chủ tịch công ty mẹ của DGC là Geffen Records, và công ty quản lý của nhóm là Gold Mountain. Khi Michael Azerrad hỏi họ nhận xét thế nào, Cobain trả lời, "Người lớn không thích nó." Anh nói khả năng viết nhạc của anh bị chê là "không như mong đợi," âm thanh thì "không nghe nổi," còn dòng nhạc chính thống thì không chắc sẽ hoan nghênh âm thanh do Albini sản xuất. Ngay từ đầu đã có rất ít người tại Geffen và Gold Mountain ủng hộ thu âm với Albini, và Cobain có cảm tưởng đây là một thông điệp ngầm bảo anh bỏ hết đi làm lại từ đầu. Cobain buồn lắm và bảo Azerrad, "Tôi nên thâu lại đĩa nhạc này và làm y như bọn tôi làm năm ngoái cho rồi vì năm ngoái bọn tôi bán hết sạch – giờ cố vớt vát tư cách nghệ sĩ cũng chẳng để làm gì. Tôi không cầm lòng được – tôi chỉ đang cho ra một đĩa nhạc tôi thích nghe ở nhà thôi." Tuy nhiên, vài người bạn của nhóm nhạc vẫn thích album, và đến tháng 4 năm 1993 thì Nirvana quyết phát hành In Utero đúng như bản gốc. Cobain nói, "Hiển nhiên họ muốn một Nevermind khác, nhưng tôi thà chết chứ không làm. Đây chính là loại đĩa tôi sẽ mua nếu là fan và thích được sở hữu."
Nhưng các thành viên nhóm bắt đầu phân vân về âm thanh của đĩa nhạc. Thời gian này, Cobain thừa nhận, "Mới nghe nó ở nhà lần đầu là tôi biết ngay có vấn đề. Nguyên tuần đầu tiên tôi chẳng thích thú muốn nghe nó lắm, và chuyện này không thường xảy ra. Nó chẳng cho tôi cảm xúc gì, tôi cứ trơ ra." Cả nhóm kết luận phần bass và lời nhỏ quá không nghe được nên nhờ Albini remix album. Nhà sản xuất từ chối, cho hay "[Cobain] muốn làm một đĩa nhạc cậu ta có thể đập xuống bàn mà nói, 'Nghe đây, tôi biết nó hay, và tôi biết các người chỉ lo lắng những chuyện không đâu, nên chấp nhận nó đi.' Và tôi nghĩ cậu ta thấy mình chưa đạt được điều đó ... Vấn đề của tôi là tôi sợ sẽ trượt dài đến thất bại." Ban nhạc cố giải quyết lo ngại về album trong quá trình master nhạc cùng Bob Ludwig tại phòng thu của ông ở Portland, Maine. Novoselic hài lòng với kết quả, nhưng Cobain vẫn cảm thấy chưa hoàn hảo.

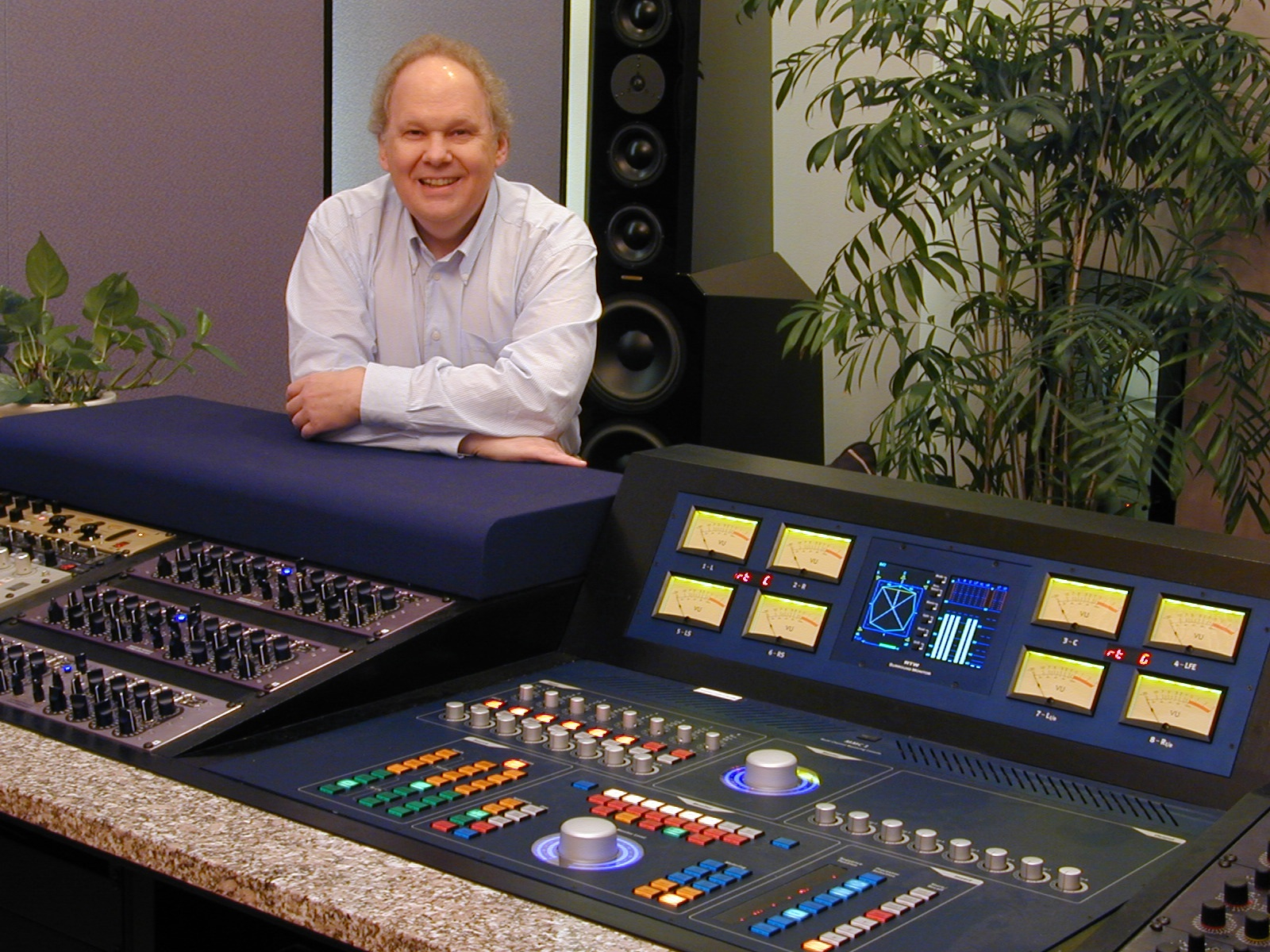
Kỹ sư master âm thanh Bob Ludwig (hình chụp năm 2008) được mời chữa album sao cho vừa ý DGC Records.

Không lâu sau đó, vào tháng 4 năm 1993, Albini thổ lộ với báo Chicago Tribune ông không nghĩ Geffen sẽ phát hành hoàn chỉnh album. Nhiều năm sau, Albini nói có lẽ ông đã bàn về tình huống này "với cái nhìn thiếu hiểu biết, vì tôi không ở bên khi ban nhạc thảo luận với hãng đĩa. Tôi chỉ biết là ... chúng tôi làm một đĩa nhạc, ai cũng hài lòng. Vài tuần sau tôi lại nghe nói nó không phát hành được và phải làm lại hết từ đầu." Nhận xét của Albini trong bài báo không được nhóm nhạc hay hãng đĩa đáp trả ngay, nhưng một bài báo tương tự do tạp chí Newsweek đăng không lâu sau đó thì có. Nirvana phủ nhận việc hãng đĩa gây áp lực bắt thay đổi âm thanh của album và gửi thư đến Newsweek, nói rằng tác giả bài báo đã "nhạo báng mối quan hệ giữa chúng tôi và hãng đĩa dựa trên thông tin sai lệch hoàn toàn." Ban nhạc cũng in lại thư này trên nguyên một trang quảng cáo của tờ Billboard. Rosenblatt đòi viết thông cáo báo chí tuyên bố Geffen sẽ phát hành mọi thứ ban nhạc đưa ra. Cả người sáng lập hãng David Geffen còn làm một điều trái thường là đích thân gọi điện trách Newsweek vụ bài báo.
Nirvana muốn tiếp tục tu chỉnh những bài đã được thu nên cân nhắc hợp tác với nhà sản xuất Scott Litt và remix một số bài với Andy Wallace (người mix Nevermind). Albini kịch liệt phản đối, tuyên bố ban nhạc đã đồng ý sẽ không chỉnh sửa ca khúc nào mà không có ông. Ban đầu Albini không chịu đưa các băng nhạc đã master cho Gold Mountain, nhưng nhượng bộ sau khi Novoselic gọi điện đến. Cuối cùng ban nhạc để Scott Litt remix ba bài hát được dự định ra đĩa đơn. "Heart-Shaped Box" và "All Apologies" được remix tại Bad Animals Studio ở Seattle vào tháng 5 năm 1993, "Pennyroyal Tea" thì vào ngày 22 tháng 11 năm 1993. Bản remix "Pennyroyal Tea" không được dùng trong album chính thức, trừ ấn bản In Utero đã được kiểm duyệt của Wal-Mart và Kmart; đây cũng là bản mix dự định được phát hành làm đĩa đơn, nhưng bị hủy. Cuối cùng, phần lớn album không bị thay đổi so với bản do Steve Albini sản xuất và mix.
Ca khúc "I Hate Myself and Want to Die" bị gạch tên khỏi danh sách cuối vì Cobain cảm thấy album đã có nhiều bài "ồn" rồi. Phần còn lại của album không bị thay đổi ngoài một lần remaster ra. Albini chê bản mix cuối của album, nói, "Đĩa nhạc trong tiệm nghe chẳng giống đĩa nhạc chúng tôi làm là bao, dù vẫn là họ hát và trình diễn ca khúc, và chất lượng nhạc vẫn để lại ấn tượng."
Album kỷ niệm 20 năm phát hành có chứa các ca khúc bổ sung là bản mix gốc "Heart-Shaped Box" và "All Apologies" của Albini.

## Marketing và doanh thu
Để tránh quảng cáo thổi phồng In Utero, DGC Records chọn cách quảng bá rất giản dị. Trước khi album ra mắt, giám đốc marketing của họ tiết lộ với Billboard là họ đã lên một chiến dịch tương tự như Nevermind, và hãng đĩa sẽ "sắp đặt mọi thứ, hụp xuống, và tránh đường luôn." Đối tượng quảng cáo của hãng đĩa là thị trường và báo chí nhạc alternative. Album cũng được phát hành dưới dạng đĩa than như một phần của chiến lược này. Trái với album trước, hãng đĩa không phát hành đĩa đơn của In Utero tại Hoa Kỳ vì mục đích thương mại. DGC đã gửi đĩa đơn quảng cáo Heart-Shaped Box tới các đài phát thanh trường đại học, modern rock và album-oriented rock vào đầu tháng 9, những hãng đĩa không nhắm đến đài phát thanh Top 40. Tuy được hãng đĩa quảng cáo nhưng ban nhạc đã yên trí là In Utero sẽ không thành công như Nevermind. Cobain thổ lộ với Jim DeRogatis, "Bọn tôi chắc chắn sẽ bán không được một phần tư [Nevermind], và bọn tôi thấy hoàn toàn thoải mái vì bọn tôi rất thích đĩa nhạc này."
In Utero được phát hành vào ngày 13 tháng 9 năm 1993 dưới dạng đĩa than và cassette tại Anh, và ngày 14 tháng 9 năm 1993 dưới dạng đĩa than tại Hoa Kỳ, trong đó đĩa than tại Hoa Kỳ chỉ được phát hành 25.000 bản. Album được phát hành dưới dạng CD tại Anh vào ngày 14 tháng 9, nhưng phải đến ngày 21 tháng 9 thì nó mới được phát hành đầy đủ ở nội địa. Phiên bản châu Âu và Úc của In Utero được ra mắt trong cùng tháng, chứa một ca khúc ẩn bổ sung là "Gallons of Rubbing Alcohol Flow Through the Strip" và trên bìa có dán hàng chữ "Ca khúc bổ sung độc quyền quốc tế," nhưng tập lời nhạc ghi bài hát này là "Ca khúc ưu đãi mua bằng đồng đô la Mỹ mất giá." Novoselic giải thích hãng thu âm "không muốn bản Hoa Kỳ của đĩa nhạc cạnh tranh với bản châu Âu. Nên bản châu Âu cần giá trị bổ sung."
Trong tuần đầu tiên phát hành, In Utero đã xuất hiện trên vị trí đầu bảng Billboard 200, bán được 180.000 đĩa. Trong khi đó, chuỗi cửa hàng bán lẻ Wal-Mart và Kmart lại không chịu bán album. Theo tờ The New York Times, Wal-Mart nói mình không trữ album vì khách hàng thiếu nhu cầu, còn đại diện Kmart thì giải thích album "không phù hợp với danh mục hàng hóa của chúng tôi." Trên thực tế, hai chuỗi cửa hàng sợ ảnh minh họa ở bìa sau album sẽ gây phản cảm cho khách hàng. DGC tu chỉnh và phát hành một phiên bản album mới cho hai chuỗi cửa hàng vào tháng 3 năm 1994. Ảnh minh họa của album này đã được chỉnh sửa, tựa bài "Rape Me" được đổi thành "Waif Me," và bản remix "Pennyroyal Tea" của Scott Litt cũng được thêm vào. Phát ngôn viên của Nirvana giải thích ban nhạc quyết định sửa bìa vì hồi nhỏ Cobain và Novoselic chỉ được mua nhạc tại hai chuỗi cửa hàng này. Do đó, họ "thực lòng muốn tạo điều kiện cho những bạn nhỏ không có cơ hội tới các cửa hàng gia đình mua nhạc của chúng tôi."

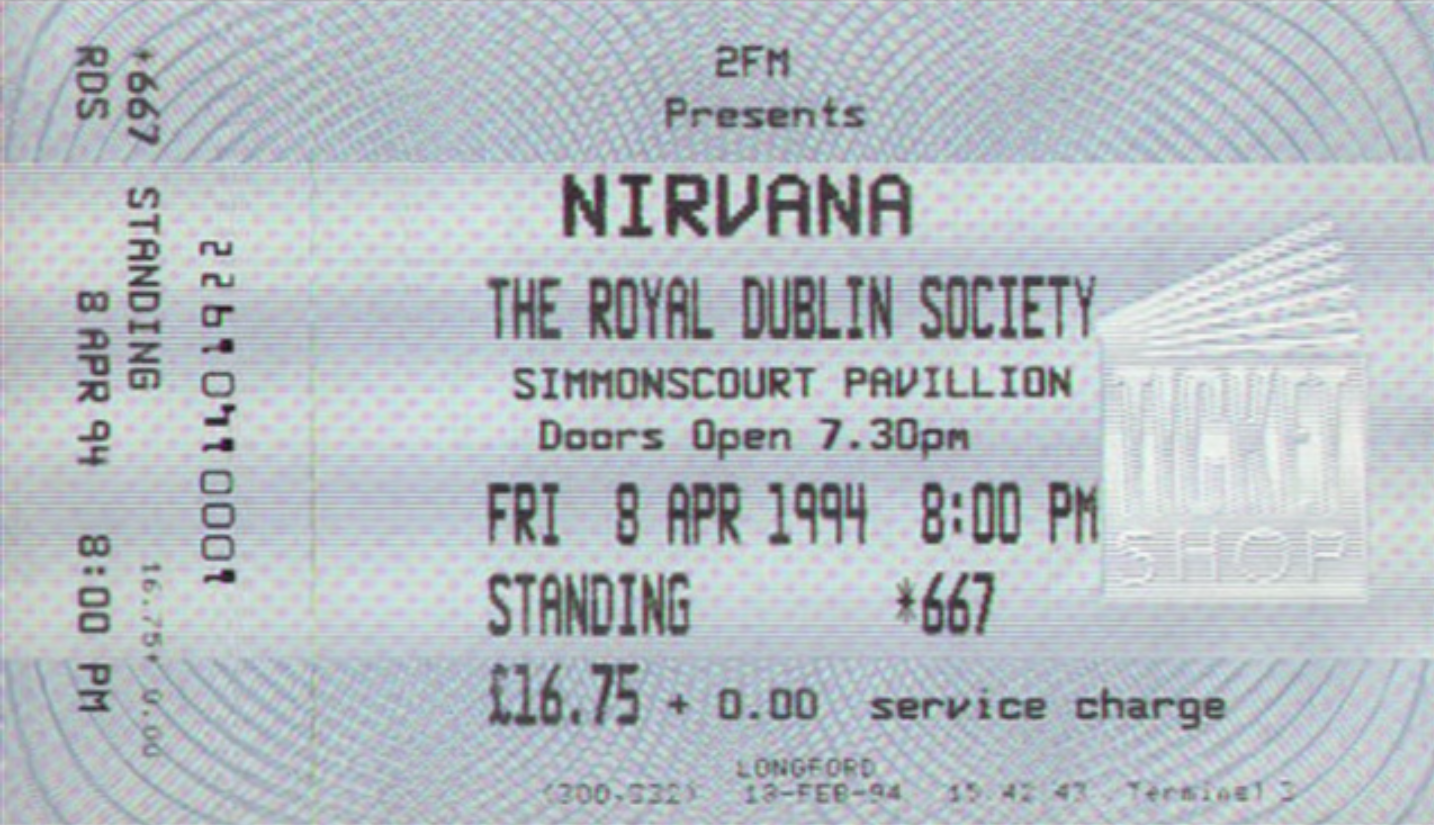
Vé tham dự hòa nhạc của Nirvana vào ngày 8 tháng 4 năm 1994 tại Simmonscourt Pavilion, Dublin, bị hủy sau khi Kurt Cobain được phát hiện qua đời cùng ngày hôm ấy

Tháng 10 năm 1993, Nirvana bắt đầu chuyến lưu diễn tại Mỹ đầu tiên sau hai năm để quảng bá cho album. Đĩa đơn thứ hai, một đĩa split chứa hai ca khúc "All Apologies" và "Rape Me" được phát hành vào tháng 12 tại Anh. Ban nhạc bắt đầu chặng lưu diễn kéo dài sáu tuần tại châu Âu vào tháng 2 năm 1994, nhưng bị hủy do Cobain bị sốc thuốc tại Roma vào ngày 6 tháng 3. Cobain đồng ý cai nghiện ma túy nhưng lại mất tích không lâu sau đó. Ngày 8 tháng 4, thi thể của anh được tìm thấy tại nhà riêng ở Seattle do tự tử bằng súng. "Pennyroyal Tea" đáng lẽ là đĩa đơn thứ ba của In Utero nhưng bị hủy sau khi Cobain qua đời và Nirvana tan rã; một số đĩa quảng bá giới hạn được phát hành tại Anh. Ba ngày sau khi thi thể của Cobain được phát hiện, In Utero lại thăng hạng trên Billboard, từ vị trí 72 lên 27.
In Utero đã được Hiệp hội Công nghiệp Ghi âm Hoa Kỳ trao chứng nhận Bạch kim năm lần nhờ bán được hơn năm triệu bản, và đã bán được 4.258.000 bản tại Hoa Kỳ, theo Nielsen SoundScan. Nhân kỷ niệm 20 năm ngày ra mắt album, DGC tái phát hành In Utero dưới nhiều định dạng khác nhau vào tháng 9 năm 2013.

## Đón nhận
| Đánh giá chuyên môn        | Đánh giá chuyên môn |
| Nguồn đánh giá             | Nguồn đánh giá      |
| Nguồn                      | Đánh giá            |
| -------------------------- | ------------------- |
| AllMusic                   | [ 20 ]              |
| Blender                    | [ 89 ]              |
| Chicago Sun-Times          | [ 90 ]              |
| Christgau's Consumer Guide | A                   |
| Entertainment Weekly       | B+                  |
| Los Angeles Times          | [ 93 ]              |
| NME                        | 8/10                |
| Q                          | [ 95 ]              |
| Rolling Stone              | [ 96 ]              |
| Select                     | 5/5                 |

In Utero được giới phê bình hoan nghênh, nhưng vẫn có một số ý kiến trái chiều. Christopher John Farley của tờ Time nhận xét về album, "Bất chấp lo ngại của một số người hâm mộ nhạc alternative, Nirvana không đi theo mainstream, nhưng album mới đầy uy lực này có lẽ sẽ lại khiến mainstream đi theo Nirvana." Nhà phê bình David Fricke của Rolling Stone ca ngợi album có "rất nhiều phương diện – đặc sắc, chua cay, giận dữ và sâu lắng, phần lớn trong cùng một lúc. Nhưng trên tất thảy, nó là thắng lợi của ý chí." Nhà phê bình David Browne của Entertainment Weekly nhận xét "Kurt Cobain ghét tất cả," và cho rằng đĩa nhạc tràn ngập cảm xúc. Browne lập luận, "Nhạc [của album] thường là rock & roll đầy tính mê hoặc, thanh tẩy, nhưng nó là kiểu rock & roll không giải tỏa, vì ban nhạc nghi ngờ sự giải tỏa ấy sẽ gợi lên những khuôn sáo của rock cũ." John Mulvey của tạp chí NME hoài nghi album; ông kết luận, "Là minh chứng cho một tâm trí luôn biến động – lưỡng lự, bất mãn, không chấp nhận nổi sự sáng suốt – thì Kurt [Cobain] nên thấy tự hào về [album]. Là cái theo sau một trong những đĩa nhạc hay nhất mười năm qua thì nó vẫn chưa xứng tầm lắm." Plugged In không nhiệt tình với album; nhà phê bình Bob Waliszewski viết, "In Utero là một tiếng ồn độc hại chẳng có giá trị bù đắp nào." Ben Thompson của The Independent nhận xét tuy có những ca khúc thô, "In Utero vẫn đẹp nhiều hơn là xấu," và bổ sung, "Nirvana đã khôn ngoan bỏ không tạo ra cơn ác mộng punk-rock nghe không nổi mà họ từng đem ra dọa chúng ta." Tạp chí Q cho rằng album thể hiện khả năng sáng tác nhạc của Cobain và viết, "Nếu đây là hướng phát triển của Cobain, thì tương lai sẽ sáng như đèn hải đăng."
Một số nhà phê bình đánh giá In Utero là một trong những album hay nhất năm. Nó lần lượt xếp vị trí nhất và nhì hạng mục album trong các cuộc bình chọn cuối năm của Rolling Stone và Village Voice (Pazz & Jop). Ngoài ra, nó cũng có mặt trong danh sách top 10 album của năm của tờ The New York Times. Album cũng được đề cử giải Album nhạc alternative xuất sắc nhất tại lễ trao giải Grammy năm 1994. Đoạn riff của bài hát "Very Ape" về sau được ban nhạc điện tử người Anh The Prodigy sử dụng trong đĩa đơn Voodoo People vào năm 1994.

### Đánh giá lại
Trong những năm kế tiếp, In Utero tiếp tục gặt hái thành công về thương mại và được giới phê bình tán dương. Trong một bài viết năm 2003 nhân kỷ niệm mười năm ngày phát hành album của tạp chí Guitar World, nhà viết tiểu sử về Cobain, Charles R. Cross, lập luận In Utero là "một đĩa nhạc hơn xa [Nevermind] và dường như phải 10 năm sau mới lan tỏa sức ảnh hưởng, căn cứ theo các ban nhạc hiện nay. Nếu việc một album đã bán được bốn triệu bản không được lưu tâm hoặc bị đánh giá thấp là có khả năng, thì In Utero chính là viên ngọc trai bị bỏ lỡ ấy." Cùng năm đó, Pitchfork Media xếp In Utero ở vị trí 13 trên danh sách 100 album xuất sắc nhất thập niên 1990. Rolling Stone xếp nó ở vị trí 435 trên danh sách 500 album vĩ đại nhất mọi thời đại, và 173 trên danh sách cập nhật năm 2020. Tạp chí này cũng xếp nó ở hạng bảy trên danh sách 100 album xuất sắc nhất thập niên 90.
Năm 2004, tạp chí Blender xếp In Utero ở vị trí 94 trên danh sách "100 album Mỹ vĩ đại nhất mọi thời đại," còn năm 2005, Spin xếp nó ở vị trí 51 trên danh sách "100 album vĩ đại nhất từ 1985–2005." Cũng trong năm 2005, In Utero được xếp hạng 358 trong quyển "500 album rock & metal vĩ đại nhất mọi thời đại" của tạp chí Rock Hard. Trên danh sách "500 album vĩ đại nhất mọi thời đại" xuất bản năm 2013 của NME, In Utero được xếp thứ 35. Album cũng được nhắc đến trong quyển sách 1001 album phải nghe trước khi chết. Tháng 5 năm 2017, tạp chí Loudwire xếp nó ở hạng sáu trên danh sách "30 album grunge xuất sắc nhất mọi thời đại." Tháng 4 năm 2019, Rolling Stone xếp nó ở hạng tám trên danh sách "50 album grunge vĩ đại nhất."

## Danh sách ca khúc
Tất cả các ca khúc được viết bởi Kurt Cobain, trừ khi có ghi chú.
| STT              | Nhan đề                                                      | Thời lượng |
| ---------------- | ------------------------------------------------------------ | ---------- |
| 1.               | "Serve the Servants"                                         | 3:36       |
| 2.               | "Scentless Apprentice" (Cobain, Dave Grohl, Krist Novoselic) | 3:48       |
| 3.               | "Heart-Shaped Box"                                           | 4:41       |
| 4.               | "Rape Me"                                                    | 2:50       |
| 5.               | "Frances Farmer Will Have Her Revenge on Seattle"            | 4:09       |
| 6.               | "Dumb"                                                       | 2:32       |
| 7.               | "Very Ape"                                                   | 1:56       |
| 8.               | "Milk It"                                                    | 3:55       |
| 9.               | "Pennyroyal Tea"                                             | 3:37       |
| 10.              | "Radio Friendly Unit Shifter"                                | 4:51       |
| 11.              | "Tourette"                                                   | 1:35       |
| 12.              | "All Apologies"                                              | 3:51       |
| Tổng thời lượng: | Tổng thời lượng:                                             | 41:23      |

| Ca khúc bổ sung trên các CD phát hành ngoài Hoa Kỳ | Ca khúc bổ sung trên các CD phát hành ngoài Hoa Kỳ                             | Ca khúc bổ sung trên các CD phát hành ngoài Hoa Kỳ |
| STT                                                | Nhan đề                                                                        | Thời lượng                                         |
| -------------------------------------------------- | ------------------------------------------------------------------------------ | -------------------------------------------------- |
| 13.                                                | "Gallons of Rubbing Alcohol Flow Through the Strip" (Cobain, Grohl, Novoselic) | 7:34                                               |

Ghi chú
- Ban đầu các CD phát hành ngoài Hoa Kỳ có thêm một ca khúc ẩn là "Gallons of Rubbing Alcohol Flow Through the Strip." Nó được liệt kê làm bài thứ 13 trên bìa sau, nhưng lại được phát cùng bài thứ 12 là "All Apologies" sau khoảng 20 phút im lặng, bắt đầu từ phút 24:00.

Đĩa một bản deluxe kỷ niệm 20 năm phát hành
1. "Gallons of Rubbing Alcohol Flow Through the Strip" (Cobain, Grohl, Novoselic)  - 7:34
2. "Marigold" (mặt B "Heart-Shaped Box") (Grohl) – 2:34
3. "Moist Vagina" (bản mix 2013) (mặt B "All Apologies" / "Rape Me") – 3:33
4. "Sappy" (bản mix 2013) (Ban đầu là một ca khúc ẩn trong album tổng hợp No Alternative, tên "Verse Chorus Verse") – 3:28
5. "I Hate Myself and Want to Die" (bản mix 2013) (mặt B "Pennyroyal Tea") – 2:59
6. "Pennyroyal Tea" (bản mix 1993 của Litt) – 3:36
7. "Heart-Shaped Box" (bản mix 1993 của Albini) – 4:42
8. "All Apologies" (bản mix 1993 của Albini) – 3:58

Đĩa hai bản deluxe kỷ niệm 20 năm phát hành – bản mix album năm 2013 và demo trước album
1. "Serve the Servants" (bản mix 2013) – 3:36
2. "Scentless Apprentice" (bản mix 2013) (Cobain, Grohl, Novoselic) – 3:49
3. "Heart-Shaped Box" (bản mix 2013) – 4:41
4. "Rape Me" (bản mix 2013) – 2:49
5. "Frances Farmer Will Have Her Revenge on Seattle" (bản mix 2013) – 4:12
6. "Dumb" (bản mix 2013) – 2:32
7. "Very Ape" (bản mix 2013) – 1:57
8. "Milk It" (bản mix 2013) – 3:56
9. "Pennyroyal Tea" (bản mix 2013) – 3:32
10. "Radio Friendly Unit Shifter" (bản mix 2013) – 4:51
11. "tourette's" (bản mix 2013) – 1:35
12. "All Apologies" (bản mix 2013) – 3:55
13. "Scentless Apprentice" (demo tại Rio) (Cobain, Grohl, Novoselic) – 3:54
14. "Frances Farmer Will Have Her Revenge on Seattle" (demo tại Laundry Room) – 4:33
15. "Dumb" (demo tại Word of Mouth) – 2:39
16. "Very Ape" (demo tại Rio, không lời) – 2:21
17. "Pennyroyal Tea" (demo tại Word of Mouth) – 3:31
18. "Radio Friendly Unit Shifter" (demo tại Word of Mouth) – 2:40
19. "tourette's" (demo tại Word of Mouth) – 2:14
20. "Marigold" (demo tại Upland Studios) (Grohl) – 3:25
21. "All Apologies" (demo tại Music Source) – 4:25
22. "Forgotten Tune" (tập dượt) – 2:04
23. "Jam" (demo tại Word of Mouth) (Cobain, Grohl, Novoselic) – 5:44

Đĩa ba bản deluxe kỷ niệm 20 năm phát hành và DVD – Live and Loud (Biểu diễn trực tiếp tại Pier 48, Seattle, WA – 13/12/1993)
1. "Radio Friendly Unit Shifter"
2. "Drain You"
3. "Breed"
4. "Serve the Servants"
5. "Rape Me"
6. "Sliver"
7. "Pennyroyal Tea"
8. "Scentless Apprentice" (Cobain, Grohl, Novoselic)
9. "All Apologies"
10. "Heart-Shaped Box"
11. "Blew"
12. "The Man Who Sold the World" (David Bowie)
13. "School"
14. "Come as You Are"
15. "Lithium"
16. "About a Girl"
17. "Endless, Nameless" (Cobain, Grohl, Novoselic)

Ca khúc bổ sung trên DVD
1. "Very Ape" (tập dượt Live & Loud)
2. "Radio Friendly Unit Shifter" (tập dượt Live & Loud)
3. "Rape Me" (tập dượt Live & Loud)
4. "Pennyroyal Tea" (tập dượt Live & Loud)
5. "Heart-Shaped Box" (Video âm nhạc và bản dựng gốc của đạo diễn)
6. "Rape Me" (Trực tiếp trên Nulle Part Ailleurs – Paris, Pháp)
7. "Pennyroyal Tea" (Trực tiếp trên Nulle Part Ailleurs – Paris, Pháp)
8. "Drain You" (Trực tiếp trên Nulle Part Ailleurs – Paris, Pháp)
9. "Serve the Servants" (Trực tiếp trên Tunnel – Roma, Ý)
10. "Radio Friendly Unit Shifter" (Trực tiếp tại München, Đức)
11. "My Best Friend's Girl" (Ric Ocasek) (Trực tiếp tại München, Đức)
12. "Drain You" (Trực tiếp tại München, Đức)

## Thành phần tham gia sản xuất
Nirvana
- Kurt Cobain – guitar, hát, chỉ đạo nghệ thuật, thiết kế, nhiếp ảnh
- Krist Novoselic – bass
- Dave Grohl – trống, nhạc cụ gõ, hát đệm

Nhạc sĩ khác
- Kera Schaley – cello trong "All Apologies" và "Dumb"
- Lori Goldston – cello trong các ca khúc trực tiếp
- Pat Smear - guitar đệm, hát đệm trong các ca khúc trực tiếp

Kỹ thuật
- Steve Albini – sản xuất, kỹ sư, mix nhạc
- Robert Fisher – chỉ đạo nghệ thuật, thiết kế, nhiếp ảnh
- Alex Grey – minh họa
- Michael Lavine – nhiếp ảnh
- Scott Litt – mix nhạc cho "Heart-Shaped Box" và "All Apologies"
- Adam Kasper – kỹ sư thứ hai
- Bob Ludwig – master nhạc
- Karen Mason – nhiếp ảnh
- Charles Peterson – nhiếp ảnh
- Neil Wallace – nhiếp ảnh
- Bob Weston – kỹ thuật viên

## Xếp hạng
| Xếp hạng (1993)                          | Vị trí cao nhất |
| ---------------------------------------- | --------------- |
| Album Úc (ARIA)                          | 2               |
| Album Áo (Ö3 Austria)                    | 8               |
| Album Bỉ (IFPI Belgium)                  | 4               |
| Canada Top Albums/CDs (RPM)              | 3               |
| Album Đan Mạch (Hitlisten)               | 5               |
| Album Hà Lan (Album Top 100)             | 4               |
| European Top 100 Albums (Music & Media)  | 2               |
| Album Pháp (SNEP)                        | 2               |
| Album Đức (Offizielle Top 100)           | 14              |
| Album Hungaria (MAHASZ)                  | 40              |
| Album Iceland (DV)                       | 2               |
| Album Ireland (IFPI Ireland)             | 2               |
| Album New Zealand (RMNZ)                 | 3               |
| Album Na Uy (VG-lista)                   | 7               |
| Album Bồ Đào Nha (AFP)                   | 3               |
| Album Tây Ban Nha (Spanish Albums Chart) | 13              |
| Album Thụy Điển (Sverigetopplistan)      | 1               |
| Album Thụy Sĩ (Schweizer Hitparade)      | 16              |
| Album Network Anh Quốc (MRIB)            | 1               |
| Album Anh Quốc (OCC)                     | 1               |
| Album Hoa Kỳ Billboard 200               | 1               |

| Xếp hạng (1995)              | Vị trí cao nhất |
| ---------------------------- | --------------- |
| Album Bỉ (Ultratop Wallonie) | 47              |

| Xếp hạng (2020)          | Vị trí cao nhất |
| ------------------------ | --------------- |
| Album Hy Lạp (Billboard) | 10              |

| Xếp hạng (2013–2014)                                  | Vị trí cao nhất |
| ----------------------------------------------------- | --------------- |
| Album Úc (ARIA)                                       | 22              |
| Album Bỉ (Ultratop Wallonie)                          | 21              |
| Album Bỉ (Ultratop Vlaanderen)                        | 27              |
| Album Hy Lạp (Billboard) Ấn bản Super Deluxe          | 8               |
| Album Ý (FIMI)                                        | 30              |
| Album Nhật Bản (Oricon) Ấn bản Super Deluxe           | 40              |
| Album Bồ Đào Nha (AFP)                                | 8               |
| Album Tây Ban Nha (PROMUSICAE)                        | 51              |
| Album Hoa Kỳ Billboard 200 Ấn bản Deluxe              | 46              |
| Album Hoa Kỳ Billboard 200 Ấn bản Super Deluxe        | 112             |
| Album Hoa Kỳ Top Catalog (Billboard)                  | 1               |
| Album Hoa Kỳ Top Rock (Billboard) Ấn bản Super Deluxe | 36              |

| Xếp hạng (1993)                          | Vị trí |
| ---------------------------------------- | ------ |
| Canada Top Albums/CDs (RPM)              | 22     |
| Eurochart Hot 100 Albums (Music & Media) | 49     |
| Album Pháp (SNEP)                        | 16     |
| New Zealand (RMNZ)                       | 38     |
| Album Anh Quốc (OCC)                     | 66     |

| Xếp hạng (1994)             | Vị trí |
| --------------------------- | ------ |
| Canada Top Albums/CDs (RPM) | 58     |
| Album Hà Lan (MegaCharts)   | 93     |
| Album Pháp (SNEP)           | 25     |
| UK Albums Chart             | 140    |
| Hoa Kỳ (Cashbox)            | 32     |
| Billboard 200 Hoa Kỳ        | 33     |

| Xếp hạng (2018)          | Vị trí |
| ------------------------ | ------ |
| Album đĩa than Úc (ARIA) | 49     |

| Xếp hạng (2019)          | Vị trí |
| ------------------------ | ------ |
| Album đĩa than Úc (ARIA) | 99     |

| Xếp hạng (2010-2019)          | Vị trí |
| ----------------------------- | ------ |
| Album đĩa than Anh Quốc (OCC) | 77     |

## Chứng nhận
| Quốc gia | Chứng nhận  | Số đơn vị/doanh số chứng nhận |
| --- | ----------- | ----------------------------- |
| Argentina (CAPIF) | Bạch kim    | 60.000^                       |
| Úc (ARIA) | 2× Bạch kim | 140.000^                      |
| Áo (IFPI Áo) | Vàng        | 25.000*                       |
| Bỉ (BEA) | Bạch kim    | 50.000*                       |
| Brasil (Pro-Música Brasil) | Vàng        | 100.000*                      |
| Canada (Music Canada) | 6× Bạch kim | 600.000^                      |
| Pháp (SNEP) | Bạch kim    | 300.000*                      |
| Đức (BVMI) | Vàng        | 250.000^                      |
| Ý (FIMI) doanh số từ 2009 | Vàng        | 25.000*                       |
| Nhật Bản (RIAJ) | Bạch kim    | 200.000^                      |
| México (AMPROFON) | Vàng        | 100.000^                      |
| Hà Lan (NVPI) | Vàng        | 50.000^                       |
| New Zealand (RMNZ) | 3× Bạch kim | 45.000^                       |
| Na Uy (IFPI) | Vàng        | 25.000*                       |
| Ba Lan (ZPAV) | Vàng        | 20.000*                       |
| Tây Ban Nha (PROMUSICAE) | Vàng        | 50.000^                       |
| Thụy Điển (GLF) | Vàng        | 50.000^                       |
| Anh Quốc (BPI) | 2× Bạch kim | 600.000‡                      |
| Hoa Kỳ (RIAA) | 5× Bạch kim | 5.000.000^                    |
| * Chứng nhận dựa theo doanh số tiêu thụ. ^ Chứng nhận dựa theo doanh số nhập hàng. ‡ Chứng nhận dựa theo doanh số tiêu thụ và phát trực tuyến. |             |                               |